# セレナーデ・オブ・ザ・シーズ
セレナーデ・オブ・ザ・シーズ（Serenade of the Seas）は、ロイヤル・カリビアン・インターナショナルが運航しているクルーズ客船。

## 概要
ドイツのマイヤー・ヴェルフトで建造され、2003年に就航した。

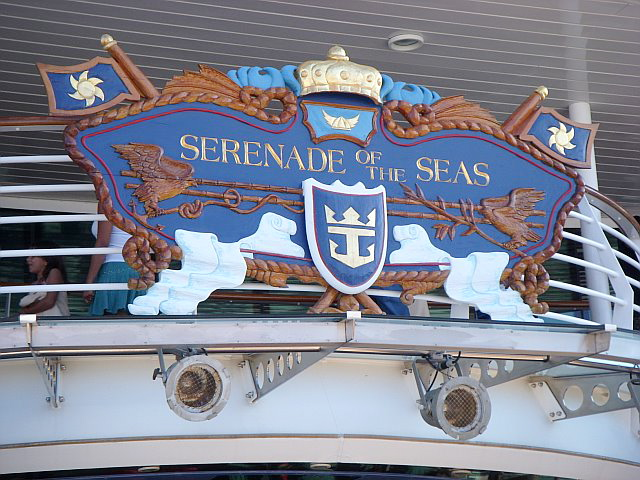
Wooden sign
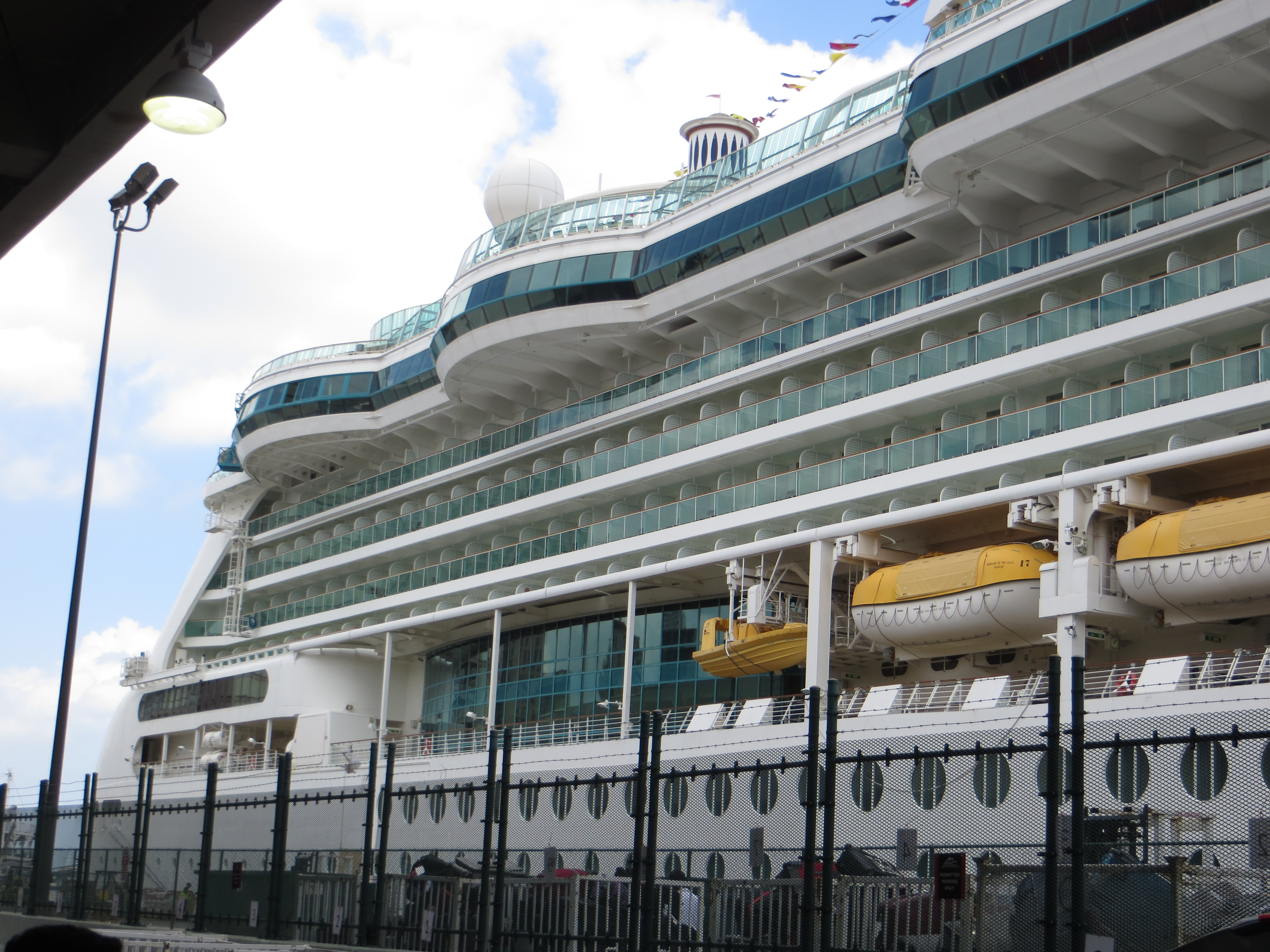
ニューオリンズで接岸中
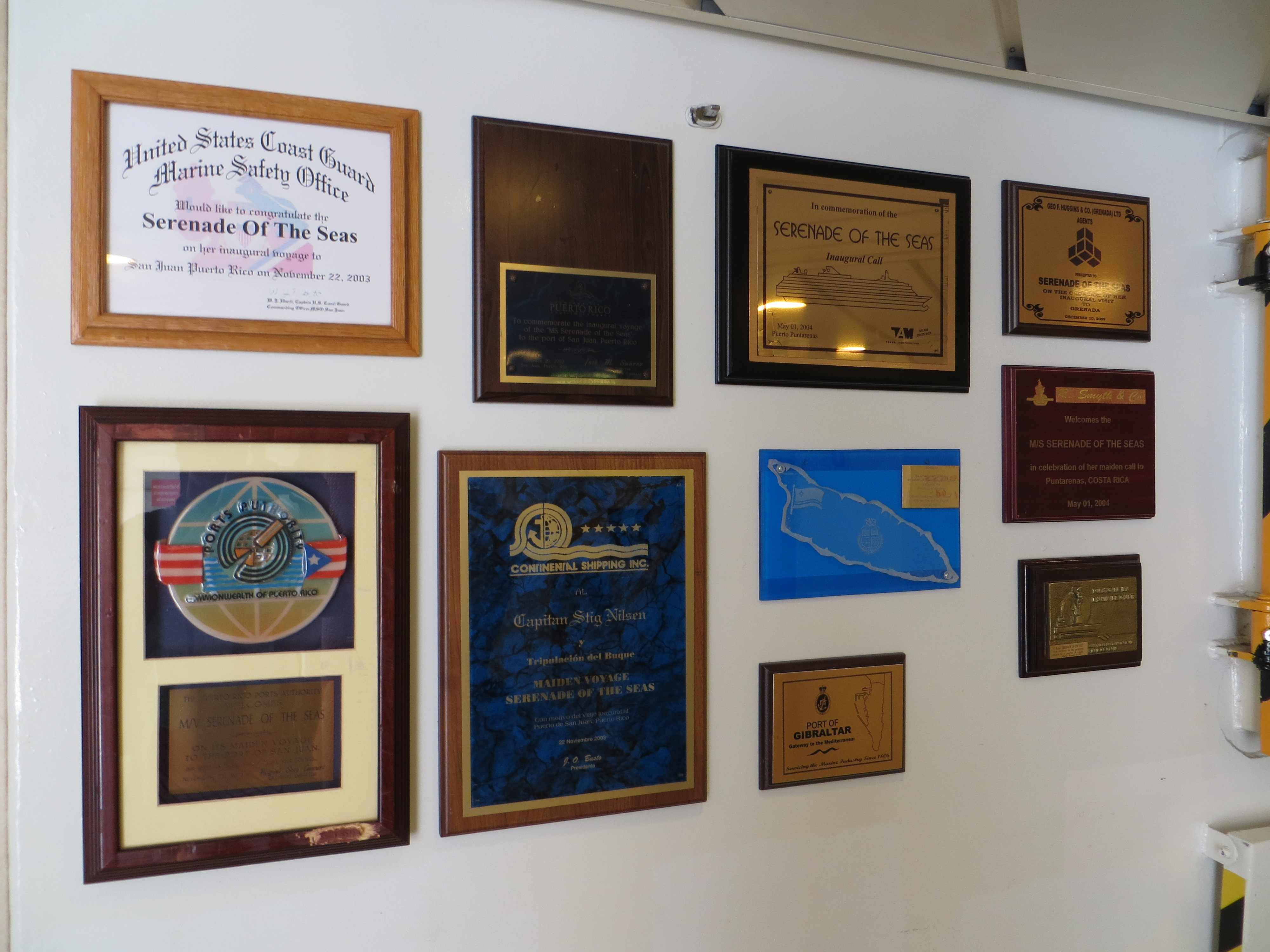
2デッキ
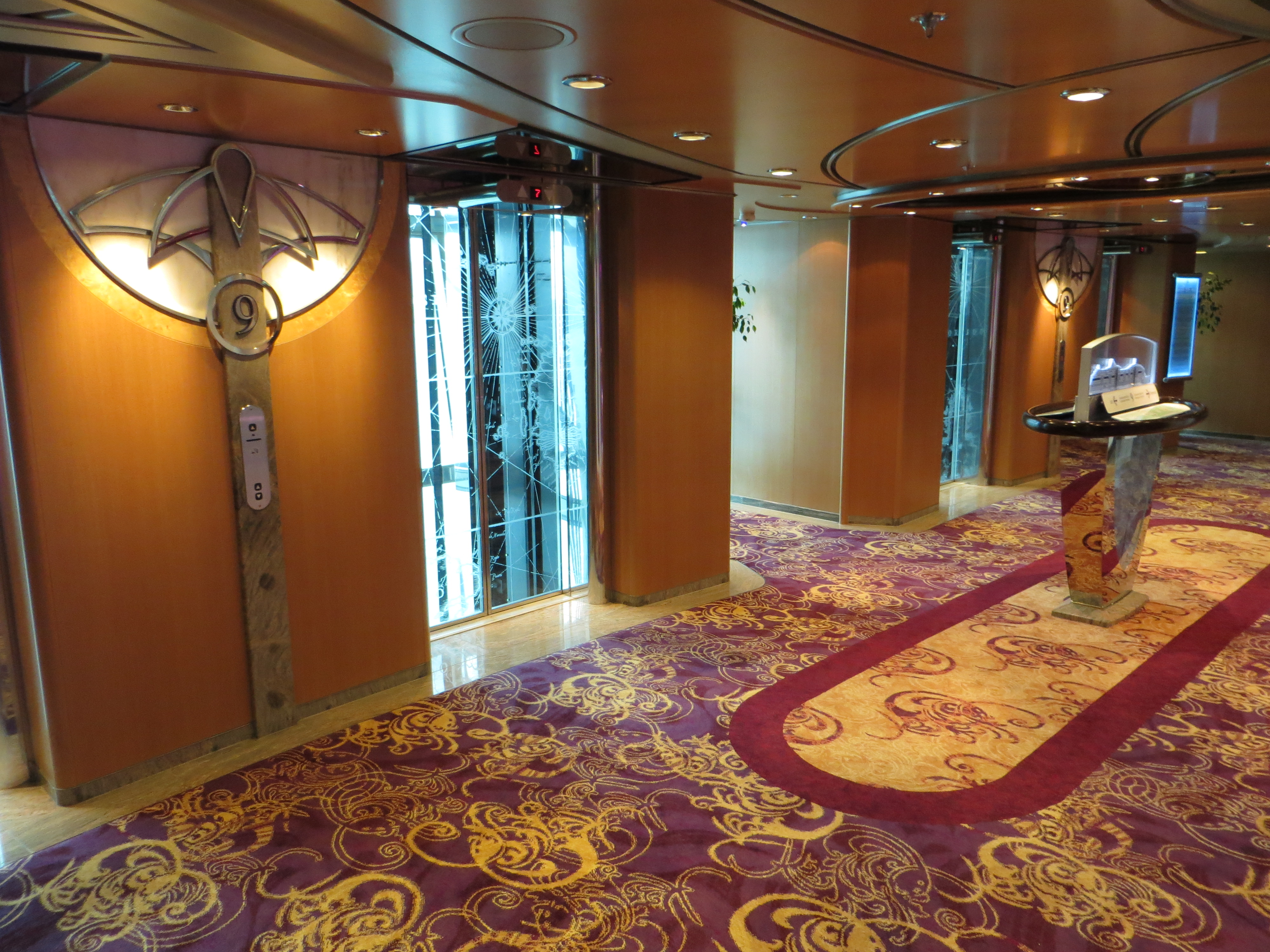
9デッキ
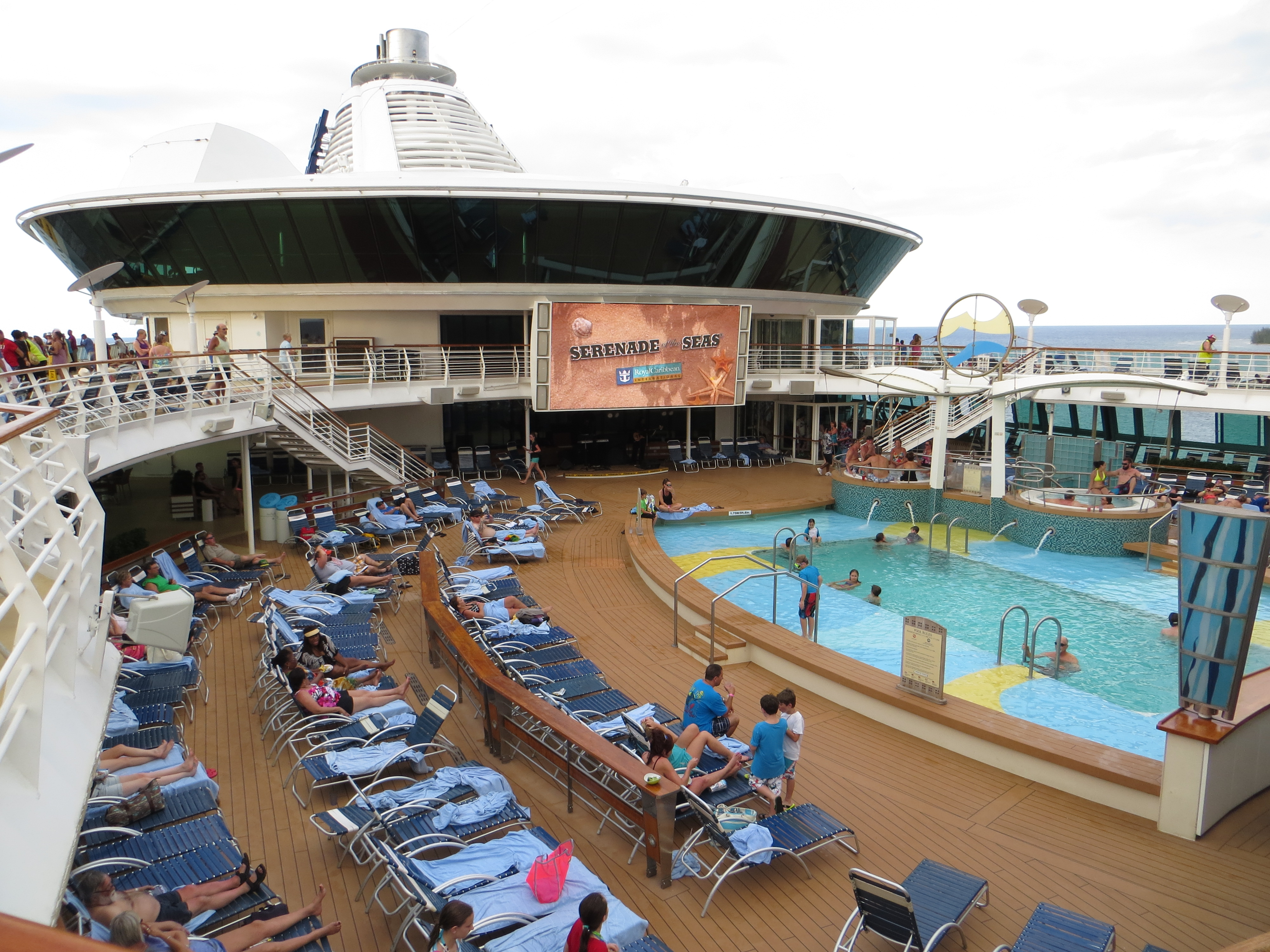
メインプール
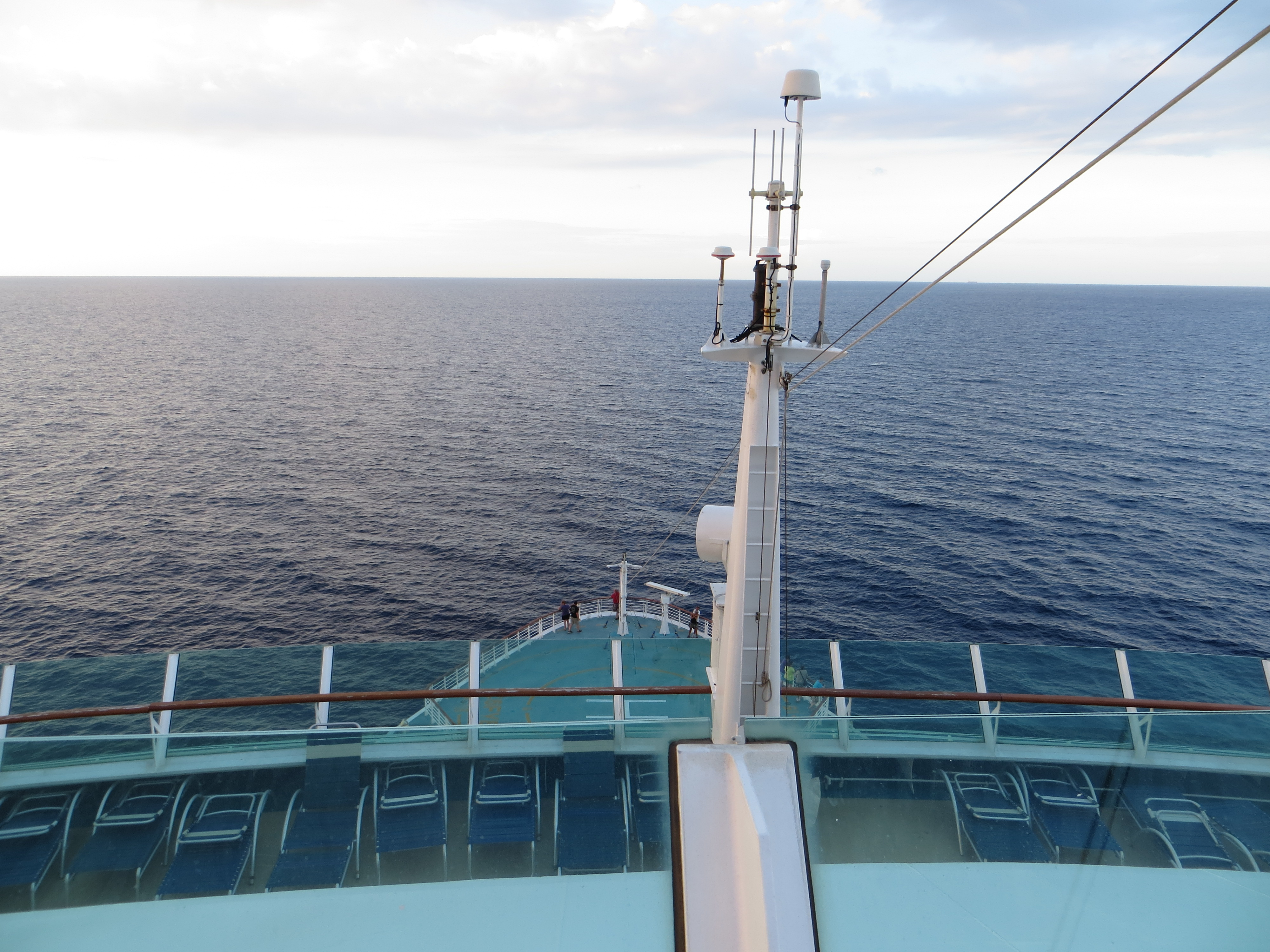
ヘリパッド
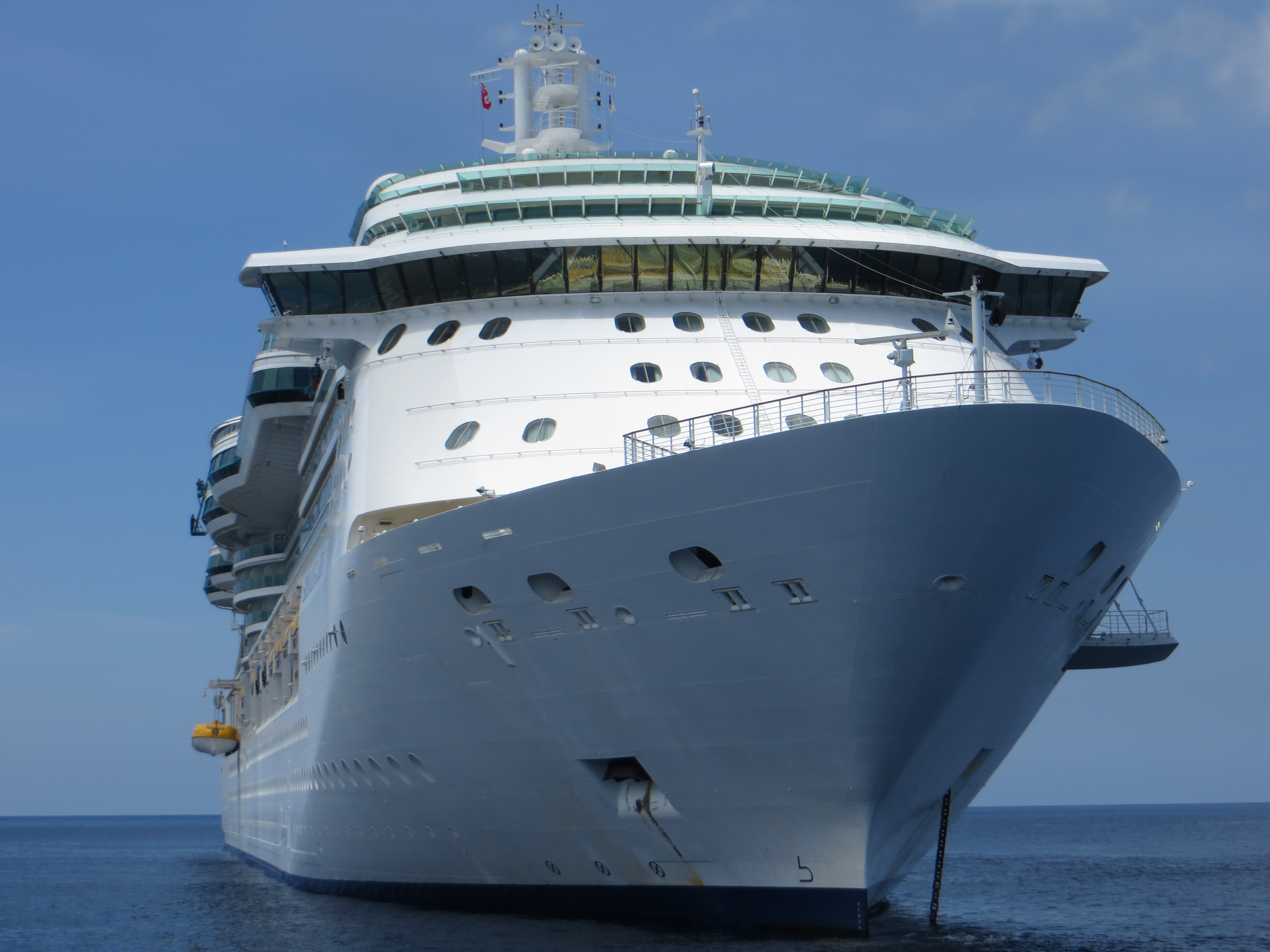
船首
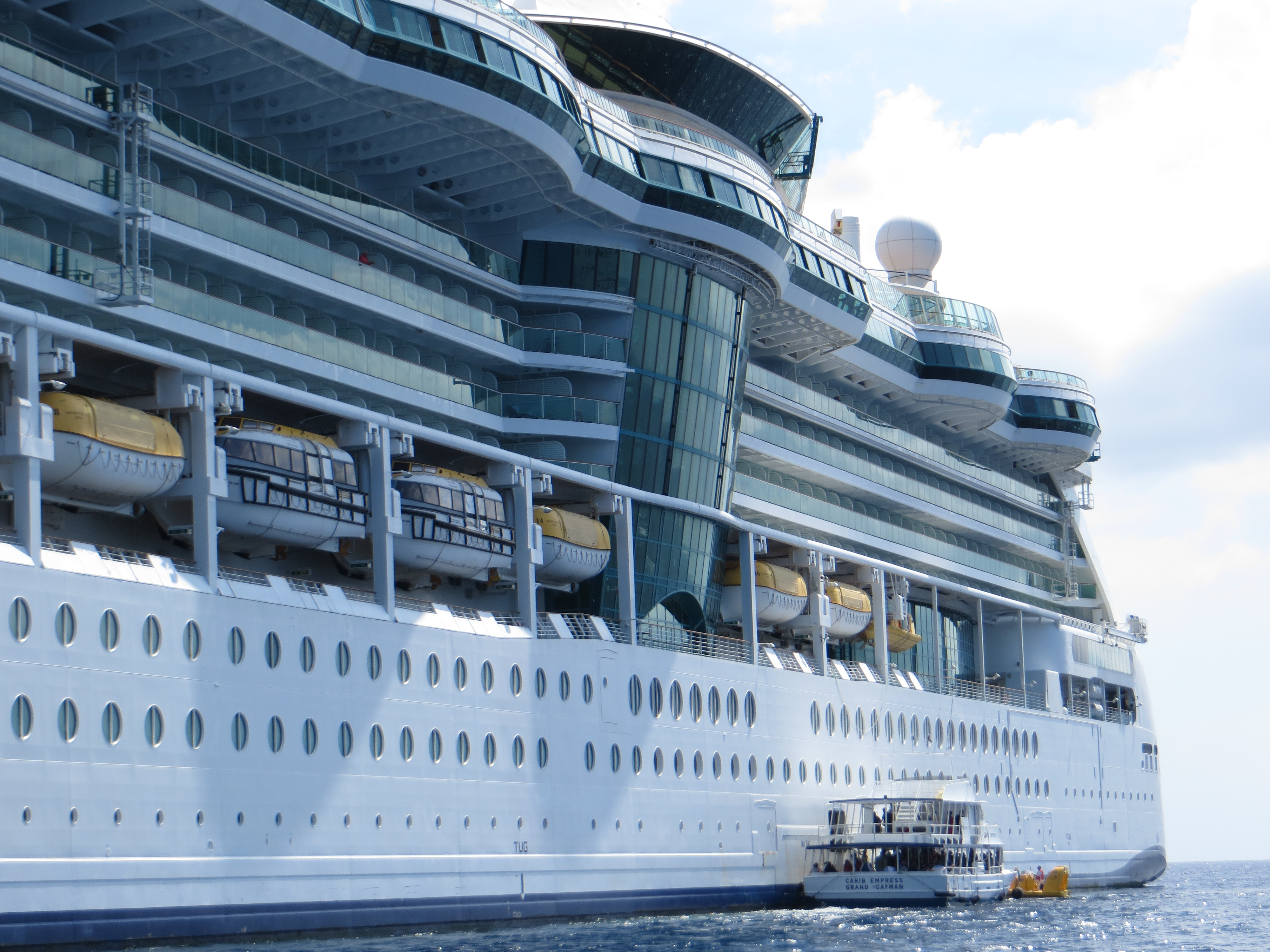
テンダーボート
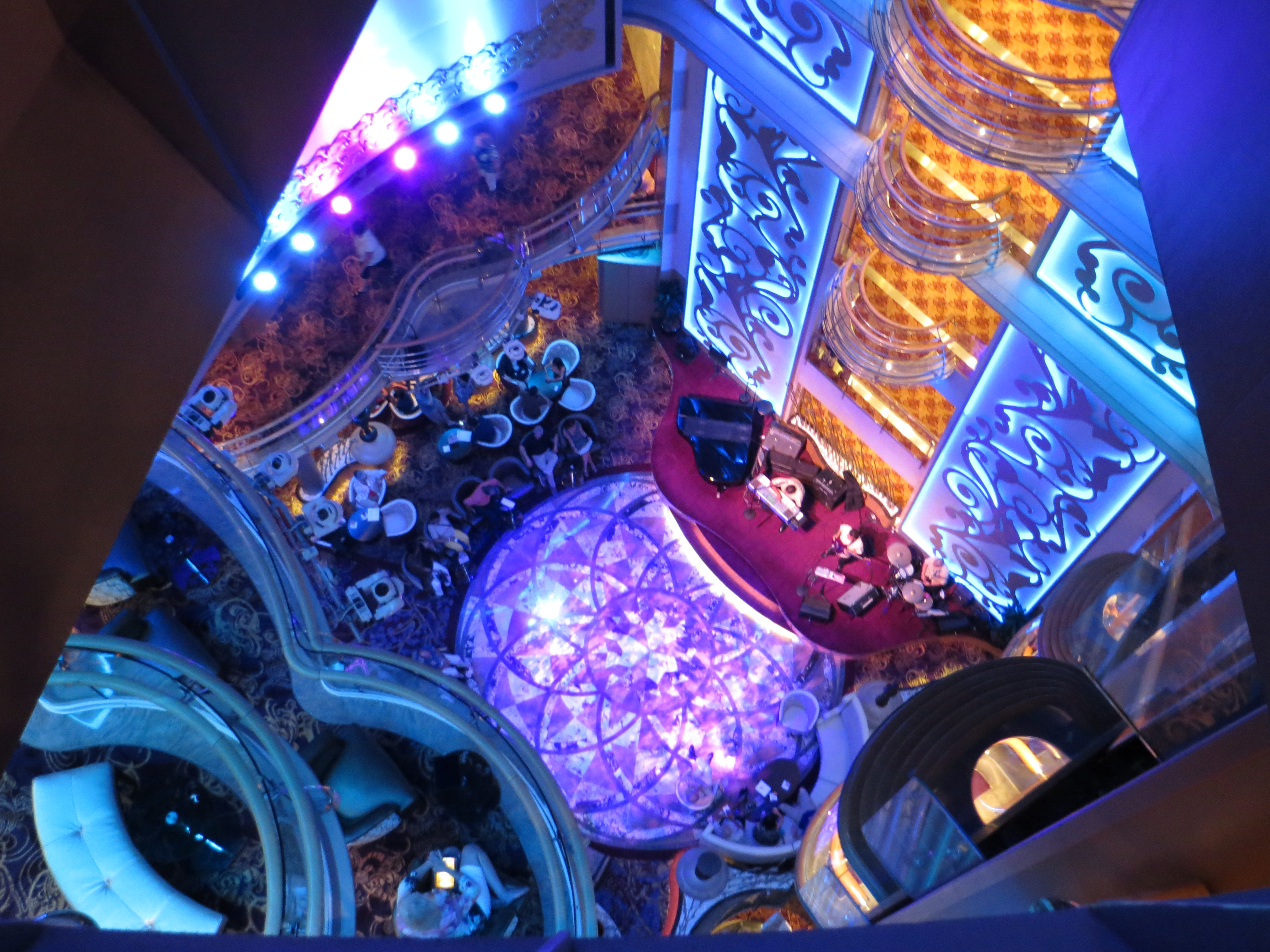
吹き抜け
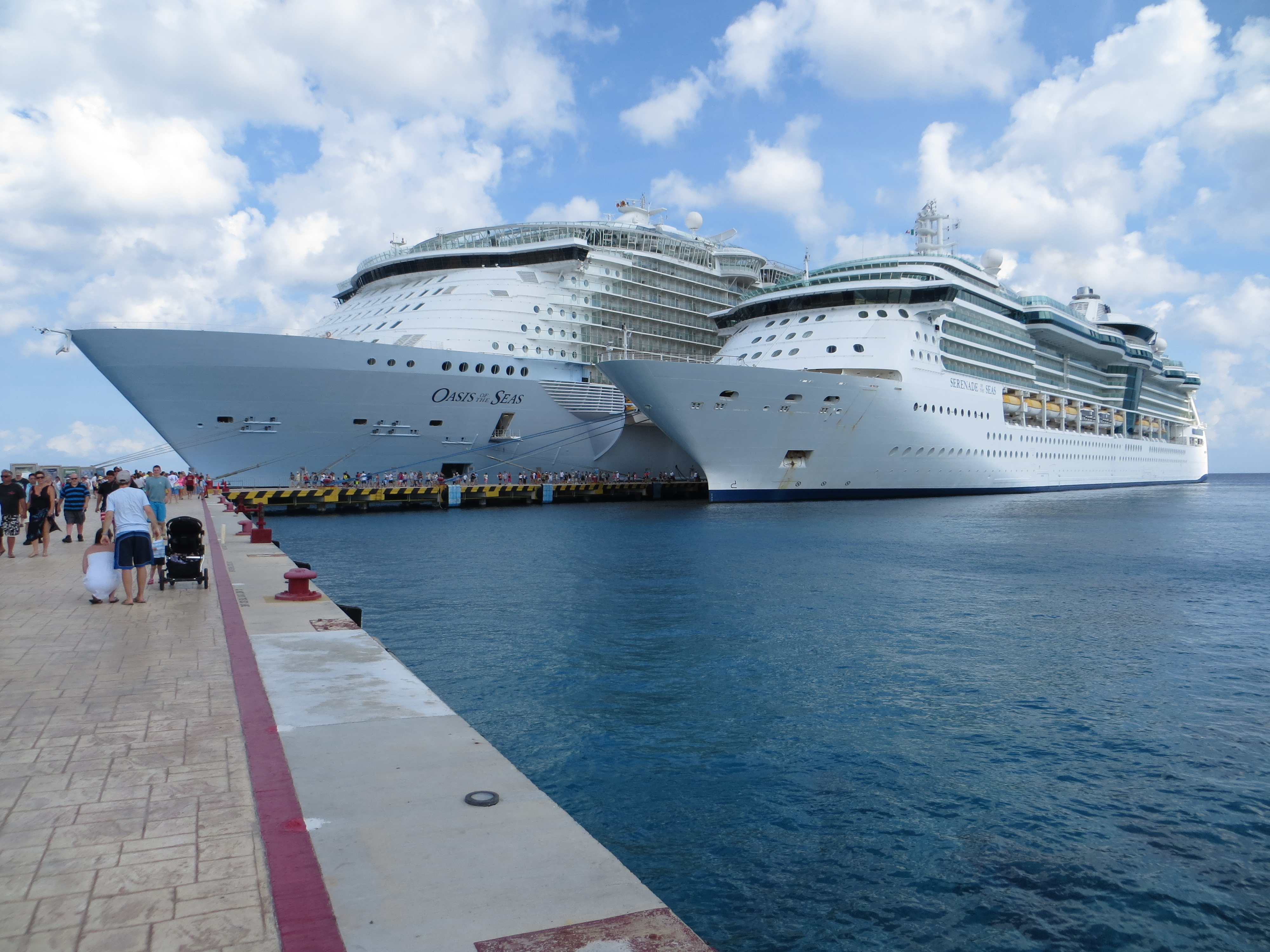
コスメル島でオアシス・オブ・ザ・シーズとともに接岸中
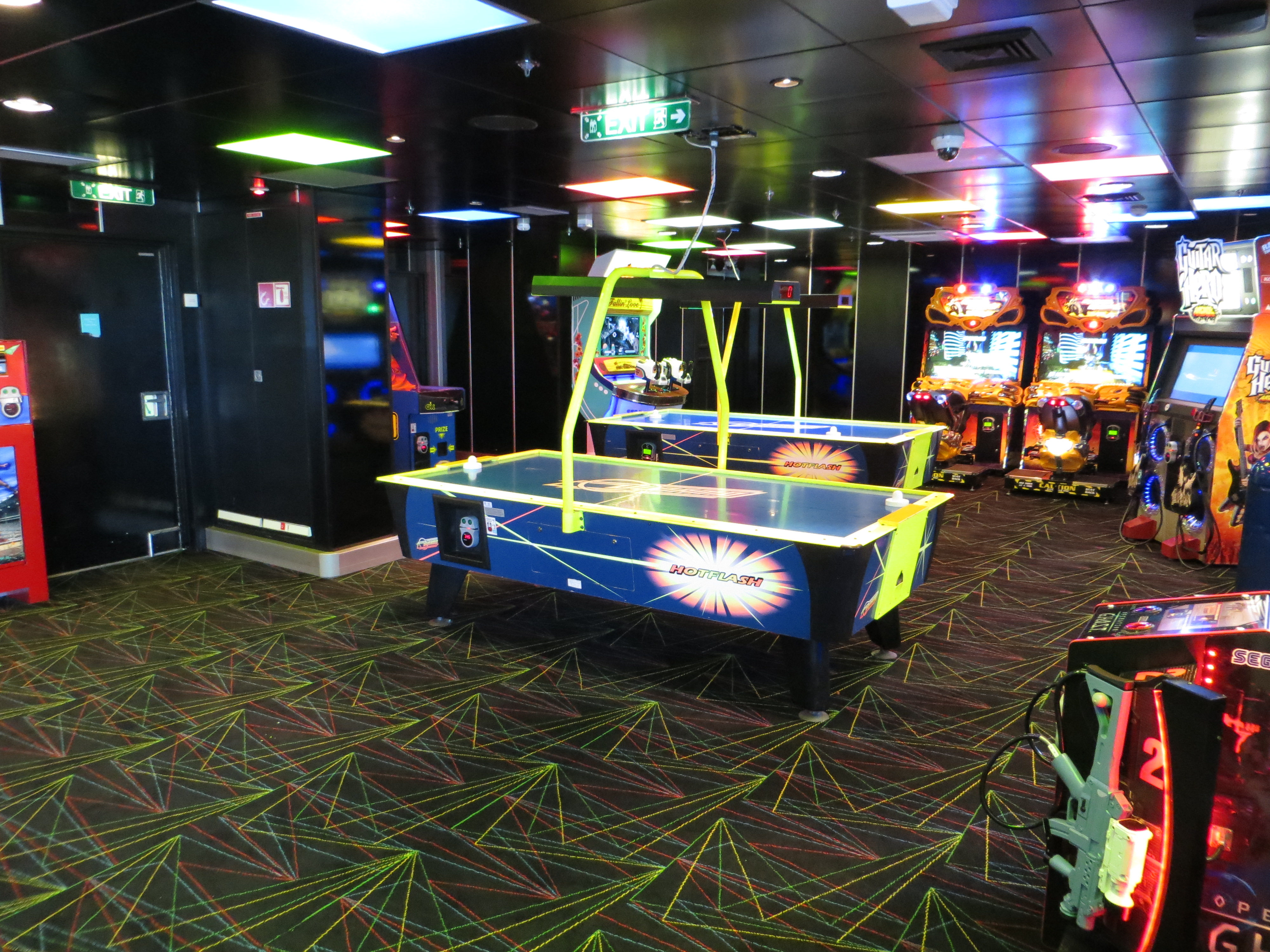
アーケード
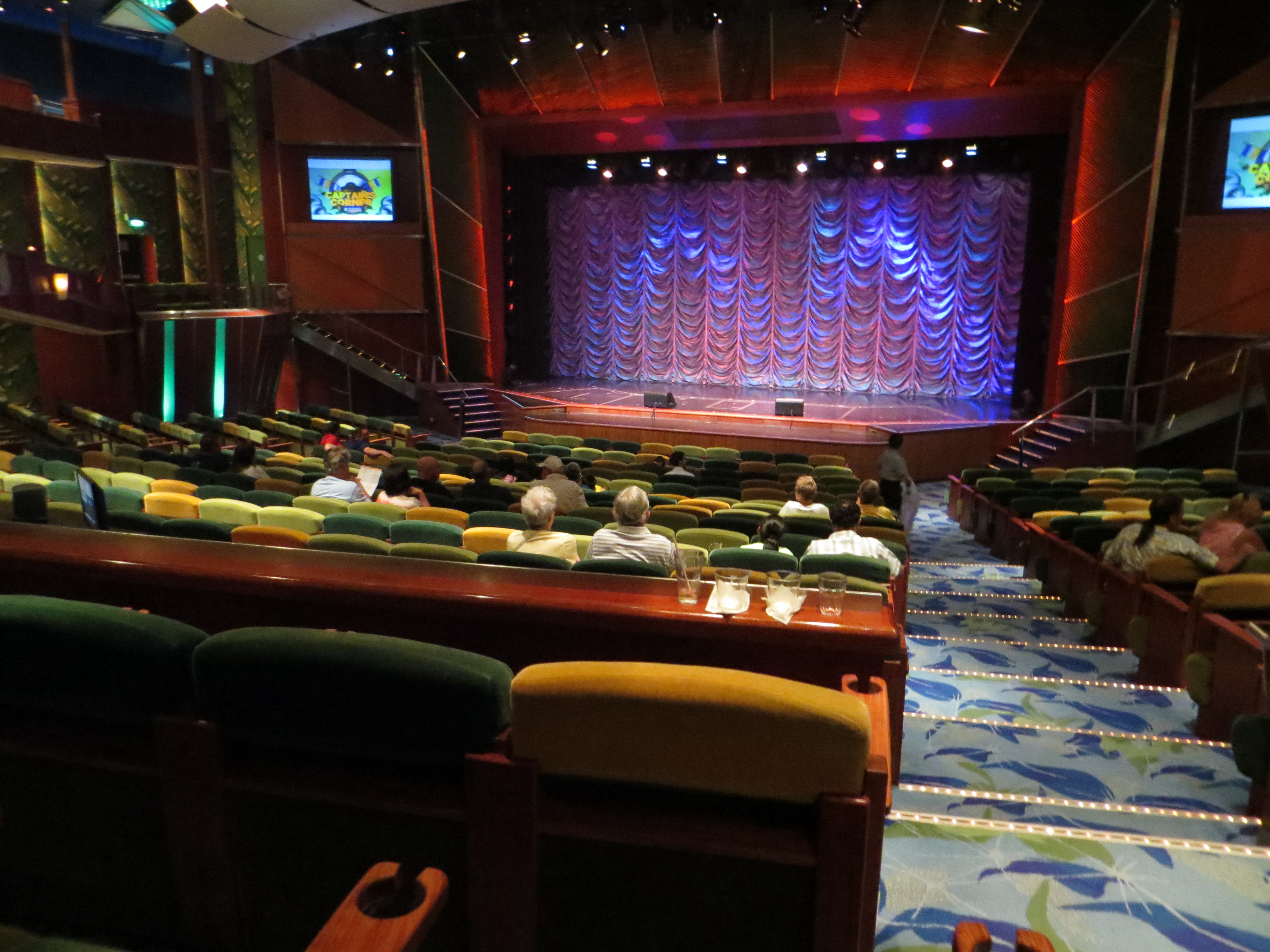
トロピカル・シアター